# Réciprocateur
Un réciprocateur est un outil de jardinage et d’entretien des espaces verts, adapté au débroussaillement au pied des arbres, le long des trottoirs ou des allées dans les jardins ou les espaces publics.

## Description
Le réciprocateur possède deux lames distinctes, positionnées l’une au-dessus de l’autre et qui tournent chacune en sens inverse de l’autre. Ainsi les disques fonctionnent comme des ciseaux. Ce mécanisme évite les projections, de cailloux notamment, et permet un travail au ras du sol. Relativement léger et presque silencieux, l'engin est alimenté par une batterie portée sur le dos de l'utilisateur. Il existe aussi des têtes de réciprocateur qui s’adaptent aux débroussailleuses.

## Usage
Depuis janvier 2017, et l’interdiction de l’usage des produits chimiques pour entretenir les espaces communaux en France, les communes françaises doivent désherber différemment; un réciprocateur peut s’ajouter au parc de matériels déjà disponibles pour faucher les bas-côtés des routes et chemins communaux. D’autres techniques sont les  brûleurs à gaz, désherbeurs à eau ou des produits à base d’acide acétique ou d'acide citrique, voire des clous de girofle et du gluten de maïs. Il y a également le cinmethylin, extrait de sauge ou une solution aqueuse de feuilles d’eucalyptus globulus.
Le désherbage mécanique peut se faire aussi à l’aide de binettes ou de  sarcloirs, ou de  désherbeuses mécaniques avec une brosse ou un balai rotatif, même des sabots rotatifs pour désherber les zones perméables.  Sont également utilisés des débroussailleuses classiques, tondeuses, dameuses, bineuses électriques ou encore des jets à haute pression. Le désherbage thermique utilise l’eau chaude ou de la vapeur, voire de la mousse projetée. Il existe aussi des machines à radiants infrarouges.

## Articles voisins
- Débroussailleuse
- Broyeur à axe horizontal
- Gyrobroyeur
- Faucheuse
- Liste des outils de jardinage